# Entente Cordiale (opera)

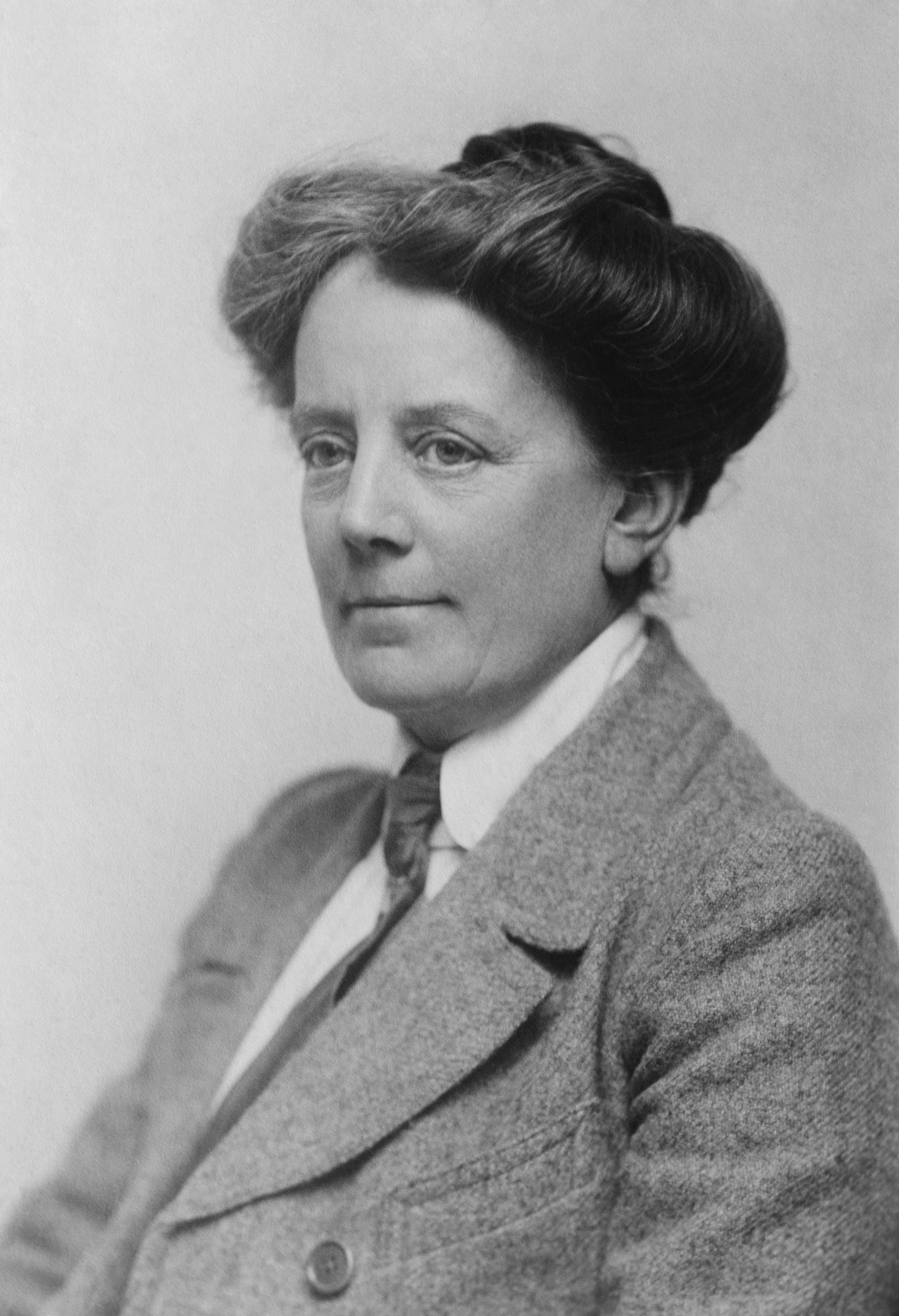
Ethel Smyth

Entente Cordiale är en komisk opera i en akt med musik av Ethel Smyth och libretto av tonsättaren som beskrev verket som "en efterkrigskomedi i en akt (byggd på fakta)". Operan framfördes första gången av studenter vid Royal College of Music i London den 22 juli 1925.

## Historia
Entente Cordiale var Smyths sjätte och sista opera. Titeln syftar på Entente Cordiale, en överenskommelse 1904 mellan Storbritannien och Frankrike, även om operan utspelas i slutet av Första världskriget. Handlingen rör sig kring de farsartade konsekvenser som uppstår på grund av en engelsk soldats dåliga kunskaper i franska. Idén kom från en historia återberättad för henne vid en middag av Oscar Wildes vän och mentor Robert Ross.
Operan komponerades mellan 1923 och 1924 och framfördes första gången av studenter vid Royal College of Music den 22 juli 1925. Föreställningen dirigerades av Smyth och sändes i BBC Radio. Smyths tidigare opera Fête Galante framfördes också.
Den första publika scenföreställningen skedde på Theatre Royal, Bristol den 20 oktober 1926 med City of Birmingham Orchestra dirigerad av Smyth. Händelsen ägde rum under en festival på Theatre Royal organiserad av Philip Napier Miles. Till uppsättningen i Bristol gjorde Smyth några smärre strykningar i operan. Publiken mottog verket med stor respons.
Verket är kryddat med militärslang och otaliga hornsignaler. Recensioner i The Times kritiserade operan för att bära på minnen av "concert party", en slags krigsunderhållning. Men de prisade musiken, särskilt intermezzot, liksom kören av kvinnornas intåg och finalens dramatiska klimax.
Intermezzot och ouvertyren till operan spelades första gången i konsertform den 3 oktober 1925 på en promenadkonsert i Queen's Hall, London, och intermezzot framfördes åter vid 1926 års promenadkonsert. Smyth bearbetade en orkestersvit som hade premiär i början av 1935. Smyth gjorde också flera arrangemang av intermezzot för olika instrumentgrupper, Two Interlinked French Folk Melodies. Med den titeln framfördes den 1958 på Last Night of the Proms.

## Roller och premiärbesättning
- Jeanne Arcot – Gwyneth Edwards[6]
- Emma Iggins – Winifred Burton
- Erb Iggins – Robert Gwynne
- Bill Baylis – Dunstan Hart
- Charles Arcot – Charles Draper

## Handling
Plats: En liten by i norra Frankrike
Tid: 1919
Adjutanten skickar iväg Erb Iggins till marknaden för att handla förnödenheter till bataljonen och beordrar honom att ta påskrivna kvitton. Erb, som talar usel franska, försöker köpa en kyckling av Jeanne Arcot, men hon vägrar skriva på kvitto eftersom hennes make Charles har varnat henne att skriva på någonting. I hopp om att en skriven förklaring på franska ska övertyga henne går Erb tillsammans med Bill Baylis till stadens notarius publicus för att få ett.
En grupp av soldatfruar, däribland Emma Iggins, anländer oväntat från England. Emma träffar på Erb och Bull då de kommer ut från notariens hus med ett franskt dokument. Erb ger det till Jeanne, som berättar att han precis har skrivit under ett äktenskapskontrakt. Jeanne jublar, Erb blir förskräckt, och Emma och Charles är rasande. Adjutanten återställer ordningen. Jeanne förklarar att hennes tidigare glädje endast var ett skämt och Bill inser att Erb förvirrade notarien med att omedvetet uttala poulet (kyckling) som "pool", vilket låter som en form av uppskattning (poule).